# Razzismo in Giappone
I casi di discriminazione e razzismo in Giappone riguardano soprattutto le minoranze etniche presenti nel Paese, talvolta emarginate e trattate con disparità in ambito lavorativo, scolastico e sociale dai giapponesi di etnia Yamato, che sono considerati i discendenti del gruppo etnico nativo dominante dell'arcipelago nipponico.
Secondo un rapporto del 2006 a cura delle Nazioni Unite le minoranze più discriminate in Giappone sono la popolazione Ainu, i Ōbeikei, i Ryukyuani, i discendenti degli immigrati dai Paesi vicini (Corea e Cina) e i nuovi immigrati giunti da altri Paesi (ad esempio brasiliani, filippini e vietnamiti). Ciò è dovuto principalmente alla tradizionale convinzione dei giapponesi che solo persone del loro ceppo siano in grado di capire e apprezzare la loro cultura.
Nonostante la costituzione giapponese proclami l'uguaglianza di tutti i cittadini davanti alla legge senza distinzione di razza, genere e religione, il sistema legislativo nipponico non prevede pene ai danni di coloro che compiono attività discriminatorie.

## Storia

### Dal periodo Meiji alla fine della seconda guerra mondiale

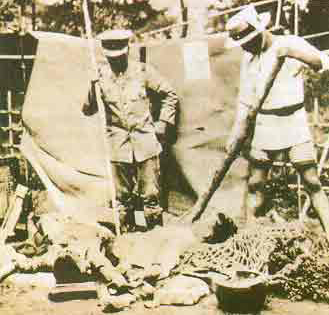
Persecuzione ai danni dei coreani dopo il terremoto del Kantō del 1923

La discriminazione etnica nei confronti degli asiatici dei Paesi vicini era un fatto comune già durante il periodo imperiale del Giappone, soprattutto nell'era del colonialismo. Nei periodi Meiji e Shōwa il regime vigente prevedeva la divulgazione di ideologie fondate sull'orgoglio razziale e sulla supremazia dell'etnia giapponese, in sintonia con il concetto dello Yamato-damashii (大和魂?) o "spirito giapponese". Secondo lo storico Shiratori Kurakichi «non esisteva niente al mondo paragonabile alla natura divina della casa imperiale e così pure alla maestosità del sistema politico giapponese. Per questo e per altri motivi il Giappone era considerato dagli stessi giapponesi una nazione di livello superiore». Un rapporto del 1943 curato dal Ministero della salute e del lavoro sosteneva inoltre che i giapponesi fossero razzialmente e moralmente superiori ai non giapponesi; destinati dagli dèi a dominare gli altri e a erigersi a capi di tutta l'Asia.
Il caso più famoso di xenofobia di questo periodo (poco prima dell'inizio del periodo Shōwa) si verificò dopo il terremoto del Kantō del 1923 quando in seguito alla confusione causata dal sisma i coreani furono ingiustamente calunniati di aver avvelenato gli approvvigionamenti di acqua potabile. Ne conseguì una persecuzione razziale da parte delle forze dell'ordine che causò la morte di 6 000 coreani e la detenzione di altri 26 000. Negli anni novanta sono nate varie associazioni di coreani residenti nella regione del Kantō atte a fare luce sulla vicenda, le quali accusano inoltre il governo del Giappone di non aver mai voluto indagare sull'accaduto, preferendo distorcere i fatti per timore dell'opinione pubblica mondiale.
Dagli anni trenta fino alla fine della seconda guerra mondiale i casi di discriminazione ai danni di stranieri divennero sempre più frequenti a causa dell'influenza del regime fascista introdotto nel periodo Shōwa. Il massacro di Nanchino del 1937, gli esperimenti chimici e biologici dell'Unità 731 su cavie umane nella Manciuria occupata e la coercizione sugli abitanti di Okinawa durante la guerra del Pacifico sono tre casi che esemplificano la forte mentalità nazionalista dell'epoca. Il razzismo era ormai onnipresente durante gli anni della seconda guerra sino-giapponese e persino i media erano atti ad azioni di propaganda nel tentativo di evidenziare la superiorità dell'etnia Yamato, il gruppo etnico nativo dominante del Giappone. Questi casi di discriminazione, insieme ad altri fatti di violenza (come ad esempio l'atto di costringere donne coreane, cinesi e filippine a prostituirsi, fenomeno noto come comfort women) fanno parte dei cosiddetti crimini di guerra per i quali il Giappone è stato condannato a risarcire le popolazioni colpite e a proferire scuse ufficiali.

### Politica di governo nel dopoguerra
Dopo la fine della guerra, a causa della scarsa importanza attribuita alle questioni sociali a proposito delle minoranze etniche in Giappone e ai loro diritti, le leggi al riguardo ebbero scarsa priorità nel processo legislativo. Con l'entrata in vigore della nuova costituzione nel 1947, stilata con l'aiuto degli Stati Uniti d'America nel tentativo di democratizzare il Giappone, i diritti fondamentali dell'uomo vennero rivisti. Gli americani infatti spinsero affinché la nuova costituzione proclamasse l'uguaglianza di tutti i cittadini davanti alla legge e – citando l'articolo 14 della stessa – che non ci fosse «discriminazione alcuna nei rapporti politici, economici o sociali per motivi di razza, di religione, di sesso, di condizioni sociali o di origini famigliari». Tuttavia il Giappone non possiede una legislazione per i diritti civili che punisca o penalizzi le attività discriminatorie commesse da cittadini, imprese o organizzazioni non governative; nel 2002 un disegno di legge al riguardo non ricevette i voti necessari per essere approvata.

## Discriminazione nel Giappone moderno
+100.000
     30.000-99.999
     10.000-29.999
     3.000-9.999
     1.000-2.999

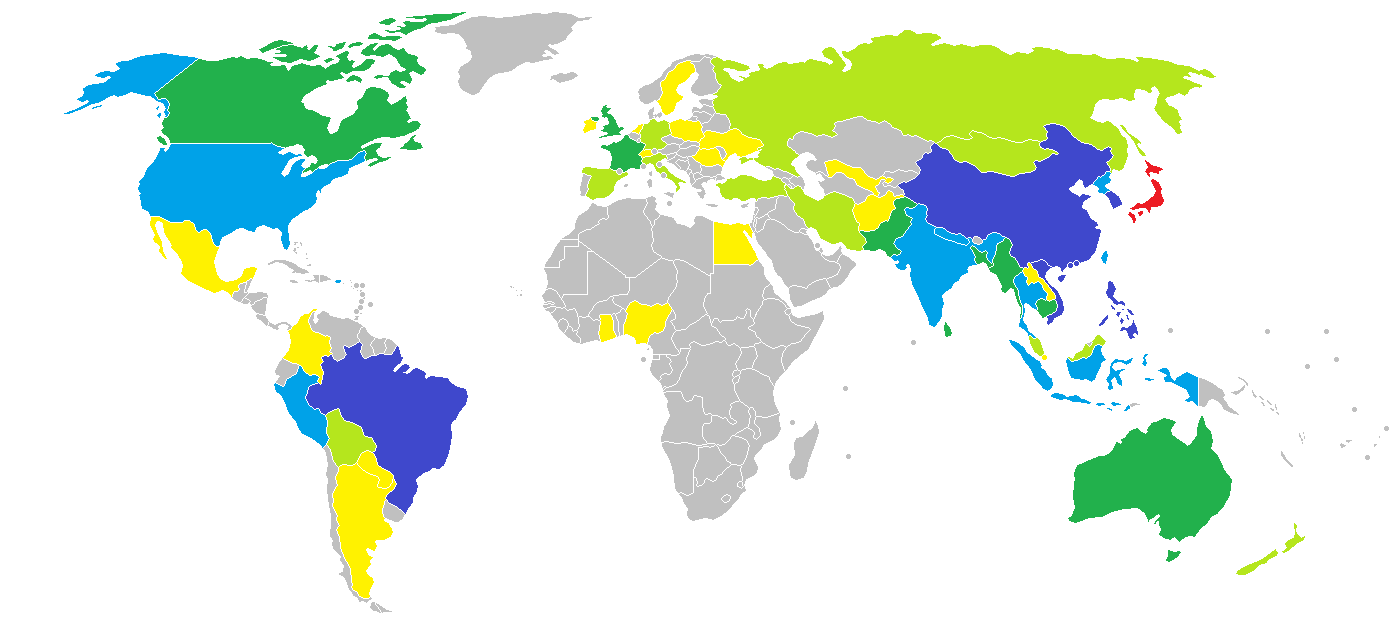
Numero di stranieri residenti in Giappone per Paese (dicembre 2017)
+100.000
30.000-99.999
10.000-29.999
3.000-9.999
1.000-2.999

Anche in tempi più recenti il Giappone continua a vedere in cattiva luce la presenza straniera nel Paese e più in generale l'immigrazione straniera. La causa di tale riluttanza è da ricercare nella mentalità intrinseca del popolo giapponese, noto per essere orgoglioso della propria omogeneità etnico-culturale e persino razziale. Nel 2005 l'allora primo ministro giapponese Tarō Asō descrisse il Giappone come una nazione di «una razza, una civiltà, una lingua e una cultura». Allo stesso modo Yasuhiko Torii, consigliere agli affari accademici dell'Università Keio, esternò che il tasso di criminalità in Giappone è basso grazie alla natura omogenea del Paese. Di conseguenza dal 20 novembre 2007 è in vigore una legge sull'immigrazione che ricalca quella adottata dagli Stati Uniti dopo l'11 settembre. Qualsiasi non giapponese che passa i controlli di frontiera nipponici viene schedato: a tutti (ad eccezione dei diplomatici, dei minori di 16 anni, dei militari americani in servizio nel Paese, dei coreani e cinesi residenti da lungo tempo in Giappone e degli "ospiti" dal governo giapponese) vengono prese le impronte digitali e viene scattata una fotografia.
Secondo uno studio riferito al 2012 condotto dal governo giapponese i residenti in Giappone di nazionalità straniera costituiscono l'1,6% della popolazione totale. Le statistiche riportate nella tabella non includono i 30 000 soldati americani residenti in Giappone, né prendono in considerazione gli immigrati clandestini. Le stesse inoltre non includono i cittadini facenti parte delle minoranze etniche quali gli Ainu (stimati tra i 30 000 e i 50 000 individui), i ryukyuani (i quali sono a tutti gli effetti giapponesi), oltre ai cinesi e coreani di seconda generazione che hanno ottenuto la cittadinanza giapponese. Questi ultimi sono gli stranieri numericamente più presenti in Giappone, seguiti dai filippini e dai brasiliani.
Un rapporto del 2006 a cura di Doudou Diène, Special Repporteur per l'ONU fino al 2011 ed esperto in razzismo, discriminazioni razziali, xenofobia e intolleranza, evidenzia come i giapponesi tendano a discriminare le minoranze etniche nazionali come gli Ainu (che vivono prevalentemente sull'isola di Hokkaidō), i burakumin, i ryukyuani (originari delle isole Ryūkyū e di Okinawa), gli immigrati provenienti dalle ex colonie giapponesi (Corea e Cina), i loro discendenti e gli stranieri o immigrati provenienti da altri paesi asiatici o dal resto del mondo. Secondo Diène le manifestazioni di tale discriminazione sono innanzitutto di natura sociale ed economica. Dai sondaggi risulta infatti che le minoranze vivono in uno stato di emarginazione, avendo accesso limitato all'istruzione, occupazione, sanità e alloggi. La discriminazione è in secondo luogo di natura politica: le istituzioni statali danno bassa priorità alle questioni legate alle minoranze nazionali. Infine vi è una profonda discriminazione di carattere culturale e storico che colpisce, oltre alle minoranze nazionali, anche i discendenti delle ex colonie giapponesi. Tutto ciò si riflette in una bassa considerazione della storia e della cultura di queste comunità, aggravando ancora di più la discriminazione nei loro confronti.

### Nei confronti delle minoranze nazionali

#### Ainu

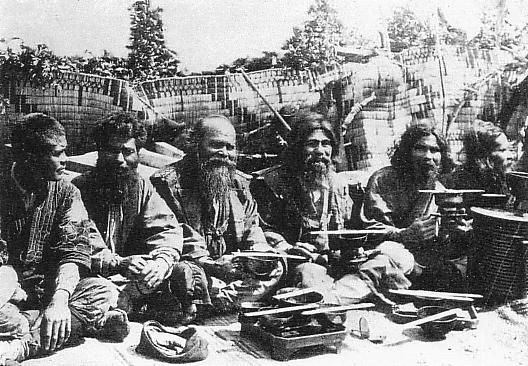
Tribù di Ainu nel 1930

Gli Ainu sono la popolazione originaria delle isole settentrionali del Giappone, delle quali l'isola di Hokkaidō è la maggiore. Fino alla metà del XIX secolo Hokkaidō non faceva parte ufficialmente del Giappone, ma a causa della possibile aggressione della Russia zarista il Paese nipponico fu costretto a stabilire dei confini ufficiali. Fu così che Hokkaidō divenne parte integrante del Giappone. Inizialmente erano pochissimi i giapponesi che vi risiedevano, ma a partire dagli anni ottanta, a causa del rapido sviluppo dell'isola, vi si registravano 250 000 coloni a fronte di 17 000 Ainu.
Gli Ainu sono considerati razzialmente distinti dai giapponesi e la loro lingua (lingua ainu), differente dalla lingua giapponese, venne proibita dal governo nel 1899, scomparendo quasi del tutto. Lo scopo della politica verso gli Ainu era infatti l'assimilazione e l'acquisizione della cultura giapponese. Solo nel 1997 con l'approvazione della Legge sulla Promozione Culturale (che di fatto abrogava quella del 1899) la cultura Ainu venne presa in considerazione, attraverso la sua preservazione e promozione in ambito culturale. Per l'attuazione di tale legge venne costituita una specifica commissione che nella sua prima composizione era formata da un solo membro di origine Ainu. Le proteste che ne seguirono indussero il governo a porre rimedio, aumentando il numero a tredici Ainu su trentacinque. Questo fatto fu solo il primo passo nelle successive conquiste in campo sociale da parte degli Ainu. Con la dichiarazione dell'ONU del 2007 che statuisce il diritto dei popoli indigeni di esseri liberi da discriminazioni, oltre all'aver diritto di stabilire proprie istituzioni politiche, economiche, sociali e culturali, gli Ainu sperano che il loro accesso all'educazione venga migliorato. Alla fine degli anni duemila la percentuale di Ainu giunti all'educazione superiore era circa la metà di quella nazionale.

#### Burakumin
Un altro gruppo etnico oggetto di discriminazioni è costituito dagli Hisabetsu Buraku, conosciuti anche col nome di burakumin. Le stime sul loro numero variano da due a quattro milioni, ovvero circa il 2 o 3% della popolazione nazionale. Essi sono fisicamente e culturalmente indistinguibili dal resto della popolazione giapponese, tuttavia subiscono o sono a rischio di subire discriminazioni in quanto discendenti da quei gruppi fuoricasta che dal periodo Edo fino al 1871 erano legalmente esclusi dalla partecipazione alla società. Storicamente i burakumin facevano parte di quella categoria di persone che, nel loro lavoro (boia, macellai e conciatori) dovevano maneggiare corpi morti, umani e animali e sangue: elementi considerati impuri dalle religioni scintoista e buddista. Per questo motivo sono tuttora discriminati e vittime di pregiudizi. Ciò porta questo gruppo etnico a vivere racchiusi in ghetti, con la conseguenza di un basso livello di istruzione e di una bassa condizione socio-economica.
Questa situazione è aggravata dal fatto che giornali e televisioni sono restii a trattare l'argomento, tanto che molti adolescenti non sono a conoscenza del fenomeno. Può capitare anche che alcuni giovani burakumin vengano a sapere in età avanzata della loro origine tramite altre persone, ad esempio dalle madri di amici e conoscenti, che non vedono di buon occhio la relazione dei propri figli con dei burakumin. Uno degli episodi di discriminazione più significativi ai danni dei burakumin avvenne nel 1963 quando un ragazzo di etnia buraku fu accusato ingiustamente di omicidio (il cosiddetto incidente di Sayama). Nel 1975 si venne invece a sapere che in tutto il Paese, mediante un sistema di vendita per corrispondenza, erano state vendute migliaia di copie di un libro scritto a mano che riportava tutti i nomi dei discendenti dei burakumin. Pare che anche grandi aziende, oltre che privati, abbiano usato il libro per decidere se assumere o meno un dipendente.

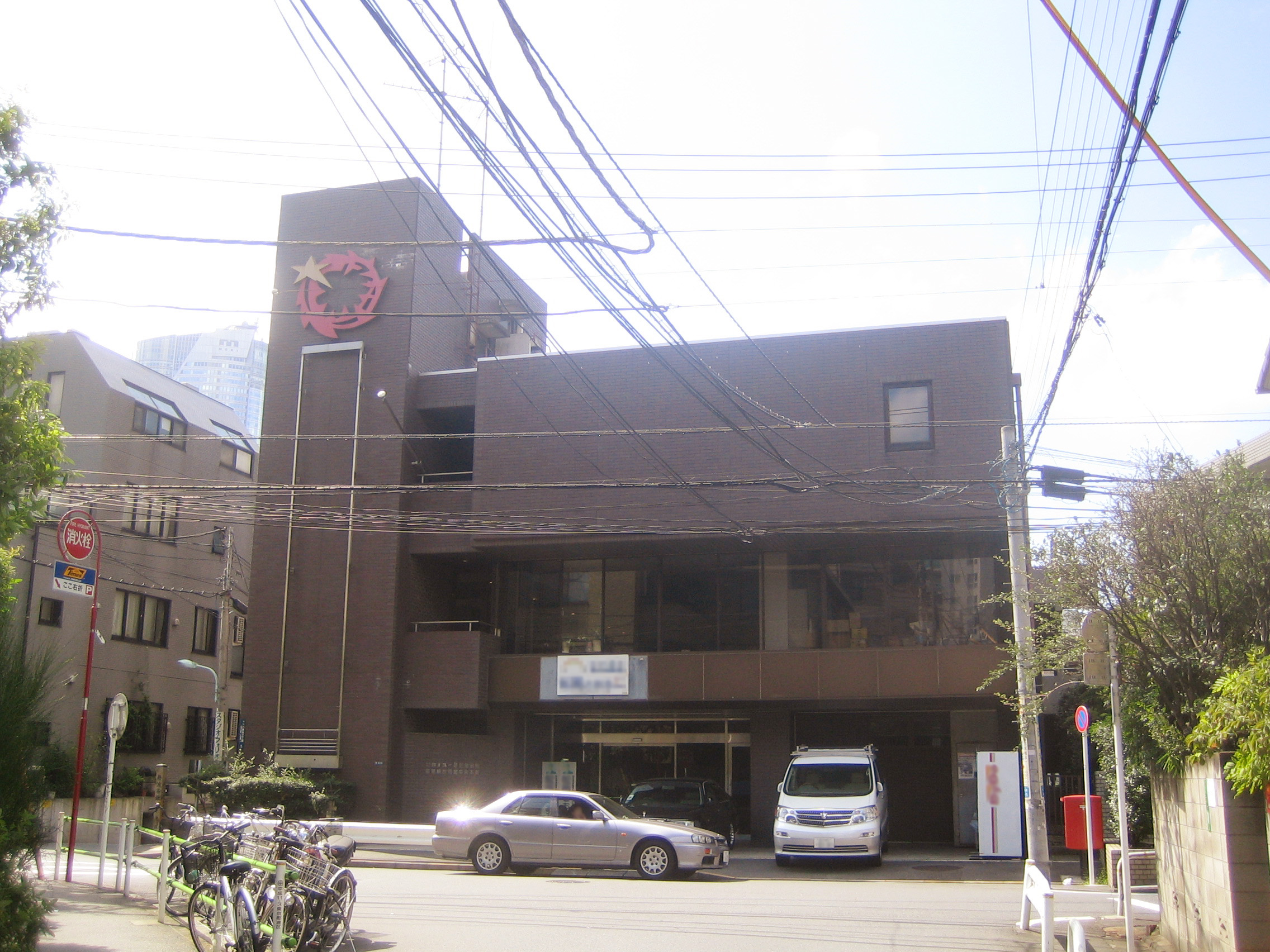
Sede del Partito di Liberazione Buraku a Tokyo

Degli studi hanno appurato che il reddito medio delle famiglie burakumin è pari a solo il 60% della media nazionale, che i bambini burakumin possiedono un QI inferiore rispetto agli altri bambini nelle stesse scuole pubbliche e che il tasso di assenteismo nelle scuole elementari nel 1960 era dodici volte più alto nei bambini burakumim. Gli studiosi che hanno esaminato i dati affermano che nella maggior parte dei casi questi scarsi risultati sono dovuti alla presenza di una generale apatia e dalla mancanza di autostima, a causa della discriminazione e disprezzo dalla società a cui sono sottoposti fin dall'infanzia.
Come conseguenza di questo stato di degradazione sociale i giovani burakumin hanno spesso legami con la criminalità. Uno studio statunitense degli anni sessanta ha evidenziato che i burakumin hanno molta più probabilità rispetto al resto dei loro coetanei giapponesi di essere arrestati per aver commesso un crimine. Si sostiene inoltre che molti burakumin facciano parte della Yakuza, la mafia giapponese.
Il contesto attuale tuttavia sta migliorando con il tempo e sono nate negli anni varie associazioni anti-discriminazione tra le quali la Zunkeku suheisha, nel 3 marzo 1922. Tale associazione negli anni immediatamente successivi alla sua formazione cominciava ad avere grande risonanza in ambito politico, denunciando pesanti ingiustizie quali l'attribuzione di salari più bassi o la richiesta di affitti più alti della media. Tuttavia il movimento fu costretto a cessare la propria attività negli anni trenta e si dovette aspettare fino al 1956 e alla fondazione di un altro piccolo comitato nazionale, il Partito di Liberazione dei Buraku, per far sì che si prendesse in considerazione l'idea di emanare una serie di leggi a favore dell'integrazione della comunità burakumin nel tessuto economico e sociale del Paese. Da allora anche il budget stanziato dal governo per la causa burakumin va aumentando di anno in anno. Come risultato di questi sforzi il numero di burakumin che riesce ad avere un'educazione superiore è quasi pari al numero del restante dei loro coetanei; benché solo il 24% riesca ad accedere all'università, a fronte del 40% degli altri studenti giapponesi. A metà degli anni novanta i sondaggi indicavano inoltre che quasi due terzi della popolazione burakumin non aveva mai avuto a che fare con casi di discriminazione e che il 73% dei giapponesi non avrebbe avuto nessun problema a sposare un burakumin.

#### Ryukyuani e popolo di Okinawa
I ryukyuani e gli okinawani sono oggetto di ostracismo e discriminazioni da quando, alla fine della seconda guerra mondiale, i giovani provenienti da questa zona del Giappone iniziarono a emergere in importanti campi professionali (quali ad esempio economia e politica) e a trasferirsi nelle isole maggiori del Paese. Essi in alcuni casi venivano chiamati dagli altri giapponesi con l'appellativo "Okinawa" anziché col nome di nascita. Il termine era utilizzato in modo spregiativo, come a sottolineare che essi non fossero dei veri giapponesi. Ciò è dovuto al fatto che i primi immigrati giunti da Okinawa non avessero una grande educazione e che non parlassero il giapponese standard, e che per questo non riuscissero a comunicare in modo efficace con i giapponesi delle altre prefetture. Questo è uno dei motivi per il quale gli abitanti di Okinawa sono considerati inferiori rispetto al resto dei giapponesi.

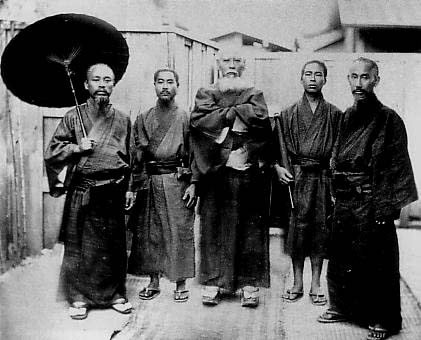
Ryukyuani nel periodo Meiji

Durante la seconda guerra mondiale Okinawa fu teatro di una delle più sanguinose battaglie del conflitto. Con la firma del trattato di San Francisco l'isola passò in mano agli statunitensi fino al 1972, quando fu restituita al Giappone. Nel frattempo furono costruite nel territorio varie basi militari e circa 30 000 militari statunitensi (dati del 2010) risiedono nell'isola. Negli anni il malumore dei locali si è fatto via via più pesante, dando vita a vari comitati che si oppongono allo sfruttamento militare del territorio. Gli okinawani si lamentano della scarsa considerazione del governo giapponese nei loro confronti e del fatto che Okinawa sia una delle regioni più povere del Giappone, benché le basi offrano lavoro a molta gente del posto. Naoya Iju, del governo prefettizio, nel 2010 ha dichiarato che gli abitanti di Okinawa sono al corrente di essere spesso trattati come cittadini di seconda classe.

### Nei confronti di cinesi e coreani

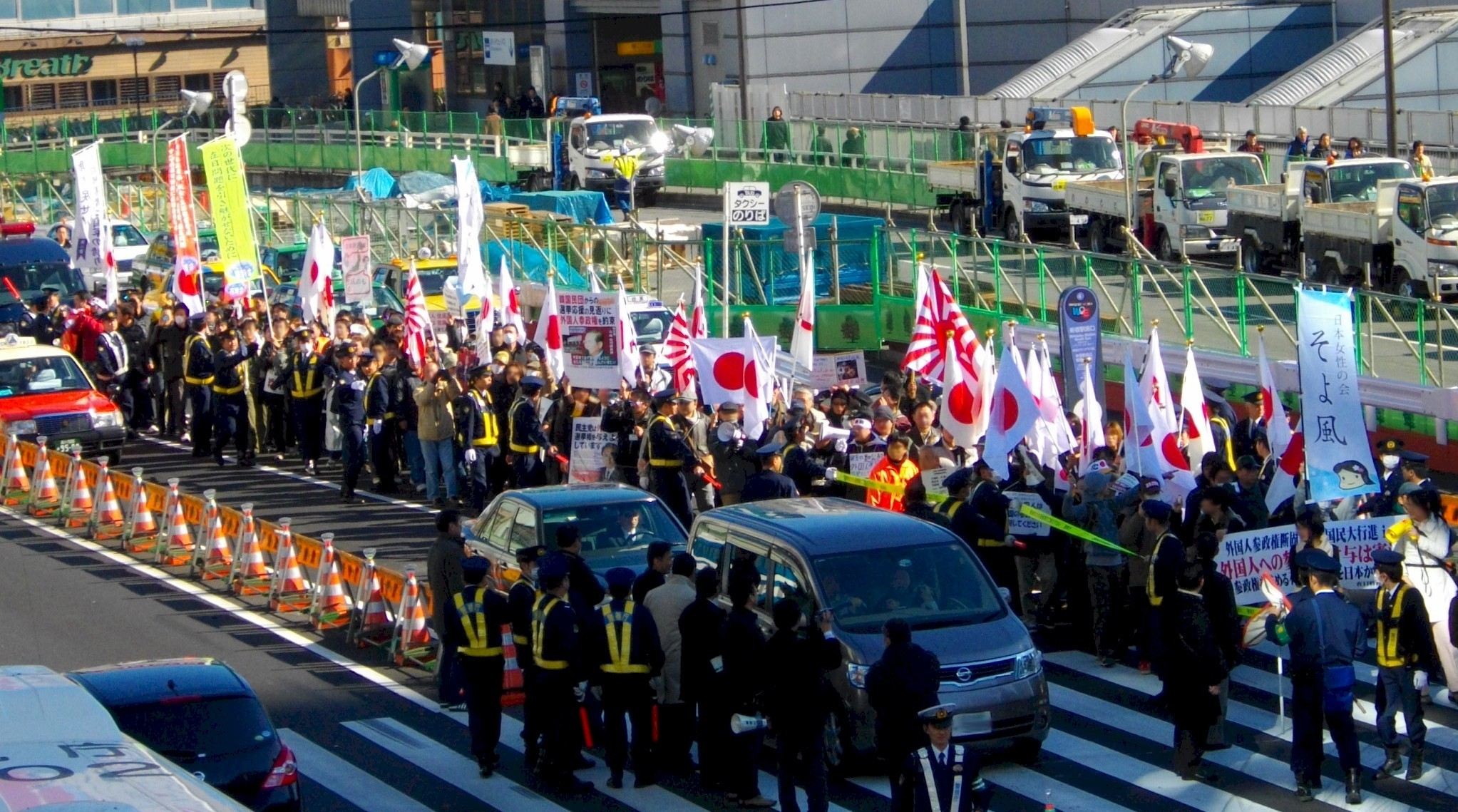
Manifestazione del 2010 del movimento Zaitokukai, il quale combatte contro l'integrazione in Giappone della comunità coreana

Diène spiega nel suo rapporto che il razzismo contro i cinesi e coreani in Giappone è profondamente radicato a causa delle differenze storiche e culturali dei tre paesi. Molti dei cinesi e coreani residenti in Giappone sono i discendenti di coloro che si trasferirono nel Paese nipponico durante l'occupazione giapponese di Taiwan e della Corea per trovare posti di lavoro come operai o nelle miniere di carbone. Fino agli anni novanta vi era la convinzione diffusa che fossero stranieri che presto o tardi sarebbero tornati al loro Paese d'origine. Essi vivevano in condizioni di vita misere, non avendo diritto alla sicurezza sociale e incontrando discriminazioni in ambito lavorativo poiché considerati stranieri senza diritto all'impiego. Le istituzioni governative non si consideravano responsabili nei loro confronti e i politici giapponesi non si sentivano obbligati a rappresentare i loro interessi.
A causa della legge giapponese che assegna la cittadinanza alla nascita in base alla nazionalità dei genitori, essi non erano riconosciuti come veri giapponesi, pur sapendo parlare solo il giapponese e non avendo mai vissuto in Cina o in Corea. Fino alla fine del 1980 le persone che non possedevano la cittadinanza erano obbligate a utilizzare solo le traslitterazioni in giapponese dei loro nomi, ma anche come cittadini naturalizzati continuarono a subire discriminazioni in ambito scolastico, lavorativo e matrimoniale. Così in pochi scelsero la naturalizzazione, affrontando restrizioni legali alla stregua di comuni stranieri, oltre a un estremo pregiudizio sociale. Tuttavia nel 2012 uno studente cinese immigrato in Giappone pubblicò una lettera online diventata virale nella quale ammise che i circa 100 000 ragazzi cinesi che studiano e vivono in Giappone non hanno mai subito gravi episodi di discriminazione, anche dopo l'aggravio dei rapporti a causa della crisi sino-giapponese per le isole Senkaku.
Con la ratifica della Convenzione ONU sui rifugiati (1982) il Giappone diede per la prima volta agli stranieri residenti nel Paese il diritto a richiedere pensioni e contributi per l'infanzia, oltre a concedere la possibilità alle coppie miste di registrare i propri figli come cittadini giapponesi. Dai primi anni novanta, a seguito di un accordo tra il governo nipponico e quelli cinese e coreano, tutti gli immigrati cinesi e coreani possono inoltre avvalersi di un permesso di soggiorno permanente e di altre agevolazioni.
Tuttavia tali privilegi speciali per i residenti stranieri in Giappone sono causa di malessere e indignazione per alcune frange politiche paragonabili ai partiti nazionalisti europei. La più importante di queste, il movimento Zainichi Tokken wo Yurusanai Shimin no Kai (在日特権を許さない市民の会? o semplicemente Zaitokukai, letteralmente "cittadini contro i privilegi speciali degli zainichi") combatte contro l'integrazione in Giappone della comunità coreana. Il movimento organizza spesso manifestazioni nei quartieri in cui risiedono i cittadini di origini coreane (come Shin-Ōkubo a Tokyo) inneggiando all'odio razziale e chiedendo l'allontanamento degli stessi dal Giappone. Per lo più gli aderenti a tali manifestazioni sarebbero spesso giovani privi di chiari riferimenti ideologici, preoccupati circa l'ascesa economica della Cina e della Corea del Sud. Le questioni territoriali (isole Senkaku per la Cina e Rocce di Liancourt per la Corea) e i contrasti irrisolti riguardo al ruolo del Giappone durante la seconda guerra mondiale complicano i rapporti politici tra i paesi, situazione che influenza e si riflette anche nel pensiero di parte della popolazione giapponese.

### Nei confronti di immigrati da altre parti del mondo
La necessità di avere a disposizione un gran numero di lavoratori in particolari settori carenti di manodopera ha permesso negli anni l'afflusso di numerosi stranieri in cerca di impiego provenienti da svariate parti del mondo. Tuttavia essi vengono solitamente impiegati nei lavori definiti brutalmente delle tre "R" (rigido, rischioso, repellente). Tra questi vi sono i sudamericani di origine giapponese che fecero ritorno in Giappone abbandonando l'America Latina in cerca di una migliore condizione sociale, come ad esempio nippo-brasiliani e nippo-peruviani, e che hanno trovato lavoro in Giappone come operai. Essi svolgono un'ampia gamma di lavori, esclusi quei lavori che implicano il disporre di particolari capacità. Difatti il governo giapponese non rilascia permessi di lavoro agli stranieri, a meno che la persona non disponga di competenze in specifici lavori non in possesso dei giapponesi locali; i discendenti dei giapponesi dell'America Latina costituiscono così l'unica eccezione del caso, a causa della grande necessità di lavoratori in questi determinati settori. Tuttavia tale politica di apertura del mercato del lavoro agli stranieri adottata dal governo giapponese va a scontrarsi con l'incapacità di garantire agli stessi i principali diritti. Per esempio, la maggior parte degli operai stranieri nelle fabbriche percepisce salari inferiori rispetto alla media, mentre un altro problema principale è la mancanza di un'adeguata assicurazione che copra gli infortuni sul lavoro.
Proprio i brasiliani costituiscono una delle maggiori comunità straniere nel Paese. Durante gli anni ottanta e novanta, a causa problemi economici e politici, i brasiliani di origine giapponese abbandonarono il Sud America in cerca di lavoro nella terra dei loro antenati, nello stesso modo in cui i loro padri o i loro nonni avevano cercato fortuna in Brasile all'inizio del XX secolo. Per questo motivo essi sono talvolta oggetto di discriminazione; alcuni giapponesi locali li disprezzano come i discendenti di coloro che, emigrando dal Giappone, avevano abbandonato la società giapponese e quindi anche il loro "essere giapponesi". Altri provano nei loro confronti sentimenti più simili a pietà e compassione, additandoli come persone che sono state costrette a emigrare per sfortunate circostanze al di fuori del loro controllo, per esempio a causa del sovraffollamento demografico o la mancanza di lavoro nel Giappone di inizio Novecento. Vengono anche discriminati per il fatto che non riescano a parlare fluentemente il giapponese e, nonostante abbiano l'aspetto di un giapponese, le loro radici culturali brasiliane e il loro "comportarsi da non giapponese" causa loro problemi di adattamento e difficoltà nel conformarsi alla società nipponica. Tali pregiudizi si riflettono anche sui bambini nippo-brasiliani, che spesso scelgono di abbandonare o di non frequentare la scuola, fenomeno noto in Giappone come fushūgaku.
I giapponesi hanno inoltre un'immagine stereotipata degli afro-americani e più in generale delle persone di colore, a causa dei prodotti televisivi importati in Giappone dagli Stati Uniti. Alcuni credono che tutti i neri siano bravi negli sport e che gli statunitensi in generale siano rozzi, maleducati e violenti. Tale pregiudizio non è comunque imputabile al colore della pelle, ma alla considerazione che i giapponesi hanno degli stranieri in generale, siano essi statunitensi, cinesi o coreani. Tuttavia negli anni alcuni funzionari politici giapponesi di spicco sono incappati in cadute di stile e commenti offensivi sui neri, come ad esempio l'ex ministro Yasuhiro Nakasone, il quale dichiarò che i livelli d'istruzione negli Stati Uniti erano di gran lunga inferiori a quelli giapponesi a causa della presenza nel Paese di neri e latino-americani. Nel 1990 suscitò polemiche una dichiarazione dell'allora ministro alla giustizia Seiroku Kajiyama che paragonò le prostitute giapponesi nei quartieri turistici delle grandi città agli statunitensi di colore che si trasferivano nei quartieri per i bianchi; il ministro accusò entrambe le categorie di «rovinare l'atmosfera». Al contrario i giapponesi più giovani dimostrano di essere attratti dalla cultura afro-americana grazie all'influenza della musica rap e hip hop.
Vi sono stati anche casi di discriminazione nei confronti degli occidentali: nel 2014, per esempio, la nota compagnia aerea giapponese All Nippon Airways è stata accusata di razzismo a causa di uno spot pubblicitario nel quale compariva un'immagine di uomo caucasico fortemente stereotipata. Esso infatti veniva rappresentato con capelli biondi e un naso oblungo. La pubblicità ha suscitato forti polemiche in Occidente, costringendo la compagnia a scusarsi e interrompere la messa in onda della réclame.
In ogni caso la critica più comune che i giapponesi muovono verso gli stranieri è di non sapersi adattare agli usi e ai costumi nipponici e infatti, per esempio, i vietnamiti in Giappone hanno subito varie difficoltà di adattamento alla società giapponese, in particolare nei settori dell'istruzione e dell'occupazione. Il loro tasso di frequenza scolastico per quanto riguarda l'educazione superiore è stimato essere solo del 40%, rispetto al 96,6% dei cittadini giapponesi, un fatto attribuito sia alla difficoltà causata dalla barriera linguistica, sia all'incapacità delle scuole giapponesi di prepararsi ad accogliere studenti con un differenti origini culturali. La maggior parte degli immigrati nigeriani lavora nel settore dell'intrattenimento notturno (night club, strip club e discoteche). Essi sono a volte discriminati poiché responsabili di alcuni dei problemi di criminalità più diffusi nella città di Tokyo, come correggere di nascosto le bevande con alcol, gonfiare i conti o vendere vestiario di marca contraffatto.

### Accesso a locali e pubblici servizi

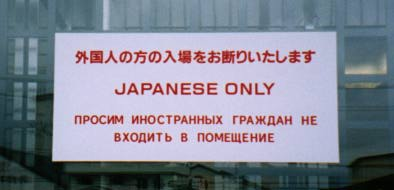
Il cartello originale che riportava la scritta "Solo giapponesi" all'entrata dell'onsen di Otaru (Hokkaidō)

In Giappone può capitare di imbattersi in alcuni alberghi, motel, ristoranti, ospedali, locali notturni, bordelli e bagni pubblici che non permettono l'accesso agli stranieri, a meno che questi non siano accompagnati da un cittadino giapponese. Nel febbraio 2012 un bagno pubblico di Otaru, in Hokkaidō, fu citato in giudizio per discriminazione razziale e successivamente condannato dalla corte distrettuale di Sapporo a risarcire di 25.000 dollari tre stranieri cui era stato negato l'accesso alla struttura per motivi razziali. Anni prima, nel 2007, una donna coreana vinse la causa dopo che ebbe citato in giudizio un albergo che si rifiutò di affittarle una stanza a causa delle sue origini coreane. Infine nel 2013 uno studente belga si vide rifiutare la richiesta di una camera all'interno del campus dell'Università di Kyōto.
Nel 2002 Hideki Saito, presidente dell'Ethnic Media Press Centre (organizzazione non-profit che si offre di aiutare i cittadini stranieri in Giappone), ha dichiarato che «la discriminazione nei confronti di cittadini stranieri alla ricerca di appartamenti e luoghi in cui abitare continua a essere uno dei più grandi problemi». L'obiettivo di tale organizzazione è quello di sradicare il razzismo che impedisce agli stranieri, in particolare ai non-occidentali, di affittare appartamenti poiché attualmente non esistono leggi in Giappone che vietano la discriminazione.

## Opinione dell'ONU e del governo giapponese
Il rapporto di Diène ha evidenziato l'insufficienza di attenzione che il governo giapponese pone sulla questione. Il Comitato delle Nazioni Unite sull'eliminazione della discriminazione razziale ha inoltre criticato la mancanza di una legislazione anti-discriminazione nel Paese e l'atteggiamento nei confronti delle minoranze nazionali e delle comunità coreane e cinesi.
Nel 2013 il primo ministro Shinzō Abe ha espresso preoccupazione per il crescente numero di episodi di discriminazione e razzismo avvenuti nel Paese, aggiungendo che essi finiscono per rendere vana la ricerca della tolleranza e dell'armonia con gli altri del popolo giapponese. Il ministro della giustizia Sadakazu Tanigaki ha condannato l'uso ripetuto di discorsi inneggianti all'odio nelle manifestazioni anti-coreane. L'avvocato Yasuko Morooka ha sottolineato nel corso di un simposio antirazzismo che la libertà di parola in Giappone tende a essere confusa con il diritto di dire qualsiasi cosa, comprese espressioni di odio e razzismo.
Tuttavia secondo un rapporto dell'ONU del 2010 la situazione del razzismo in Giappone è migliorata, essendoci comunque spazio per ulteriori progressi. Secondo una ricerca del World Values Survey condotta tra il 1981 e il 2008 da un gruppo di studiosi olandesi su ottantasette paesi del mondo con interviste a più di 256 000 persone, il Giappone, pur essendo un Paese storicamente razzista, è risultato essere tra i più tolleranti.